# APPP
APPP (有限会社アナザープッシュピンプランニング, Yūgen-gaisha Anazā Pusshupin Puranningu, sigle pour Another Push Pin Planning) est une entreprise japonaise de production d'anime. Il a été fondé le 22 juin 1984 par le producteur Kazufumi Nomura.

## Productions
source

### Série télévisée
- Kurogane Communication (oct 1998 - mars 1999) (24 épisodes)
- Omishi Magical Theater Risky Safety (oct 1999 - avr 2000) (24 épisodes)
- Sci-Fi Harry (oct 2000 - mars 2001) (20 épisodes)

### OAV
- Project A-Ko (1986-90) (5 OAV)
- Robot Carnival (1987 (1 OAV)
- JoJo's Bizarre Adventure (1993-1994)
- Golden Boy (1995-96) (6 OAV)
- Shadow (2004) (4 OAV)

### Films
- Project A-Ko (1986)
- Roujin Z (1991)
- JoJo's Bizarre Adventure: Phantom Blood (2007)

La compagnie collabore aussi régulièrement à d'autres projets, en tant que coproducteur, aide à l'animation, etc.